# Astelia petriei
Astelia petriei är en enhjärtbladig växtart som beskrevs av Leonard C. Cockayne. Astelia petriei ingår i släktet Astelia och familjen Asteliaceae. Inga underarter finns listade i Catalogue of Life.